# Uceda (Guadalajara)
Uceda ist eine zentralspanische Kleinstadt und eine Gemeinde mit 3.303 Einwohnern (Stand: 2024) in der Provinz Guadalajara in der Autonomen Gemeinschaft Kastilien-La Mancha. Neben dem Hauptort Uceda gehören die Ortschaften Caraquiz und Peñarrubia zur Gemeinde.

## Geografie
Uceda befindet sich etwa 75 Kilometer nordnordöstlich von Madrid und etwa 33 Kilometer nordwestlich von Guadalajara. Der Río Jarama begrenzt die Gemeinde im Westen.

## Bevölkerungsentwicklung
| Bevölkerung | Bevölkerung | Bevölkerung | Bevölkerung | Bevölkerung | Bevölkerung |
| 1970        | 1981        | 1991        | 2001        | 2011        | 2021        |
| ----------- | ----------- | ----------- | ----------- | ----------- | ----------- |
| 558         | 365         | 490         | 981         | 2604        | 2933        |

## Sehenswürdigkeiten
- Reste der alten Burg
- romanische Marienkirche (Iglesia de Santa María de la Varga)
- barocke Marienkirche (Iglesia de Nuestra Señora de la Varga)
- Reste der alten Ortsbefestigung

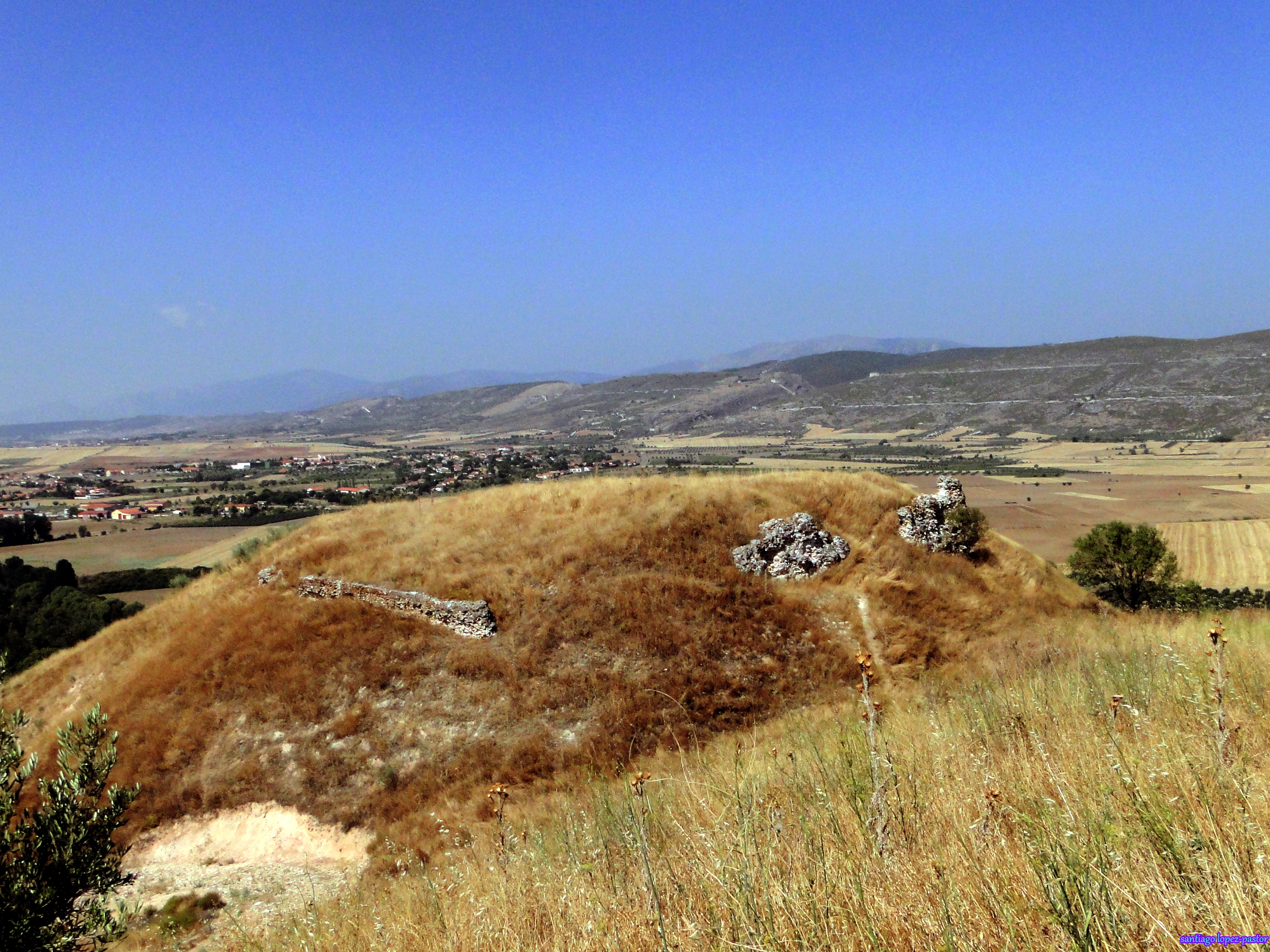
Reste der alten Burg
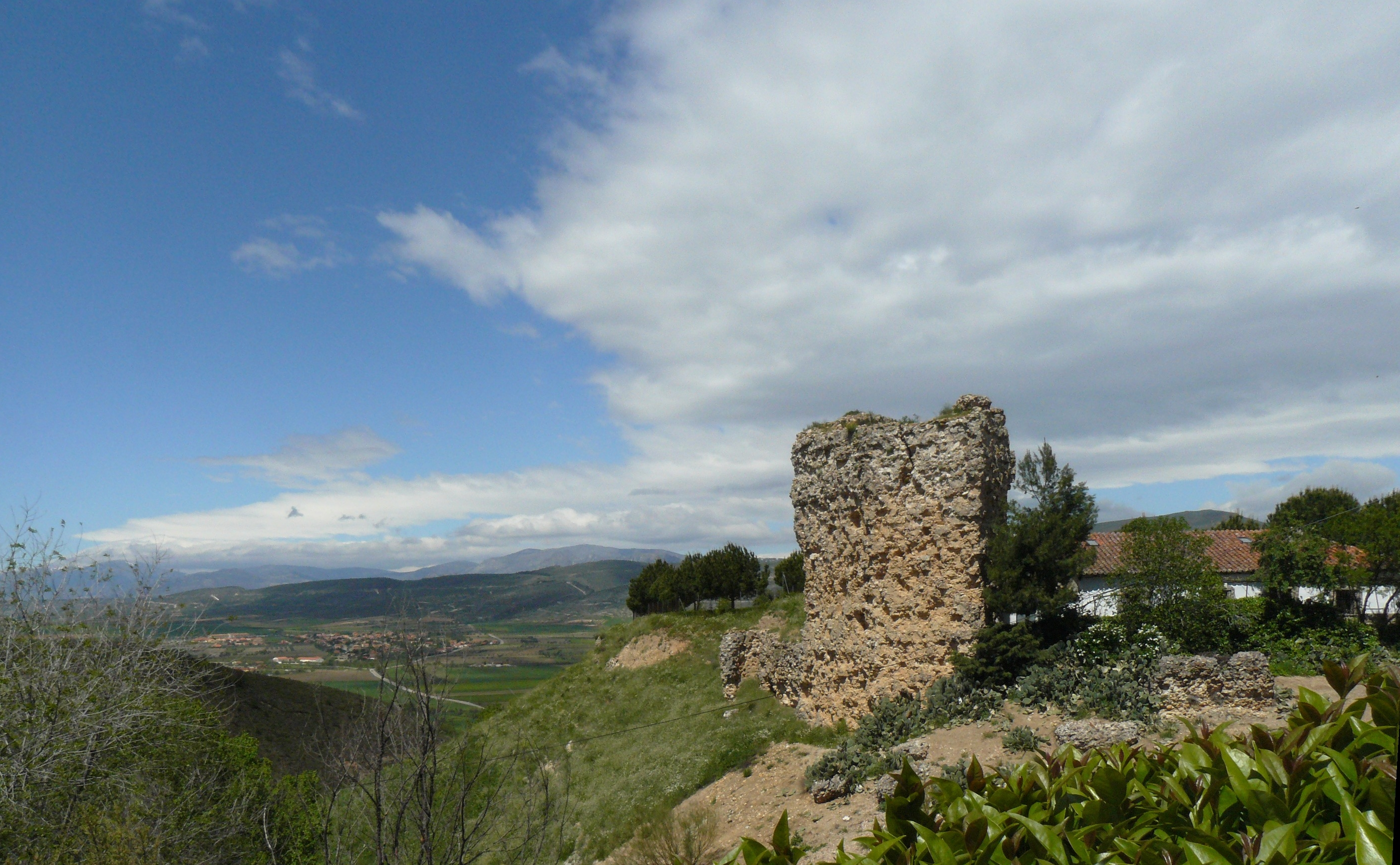
Reste der alten Ortsbefestigung
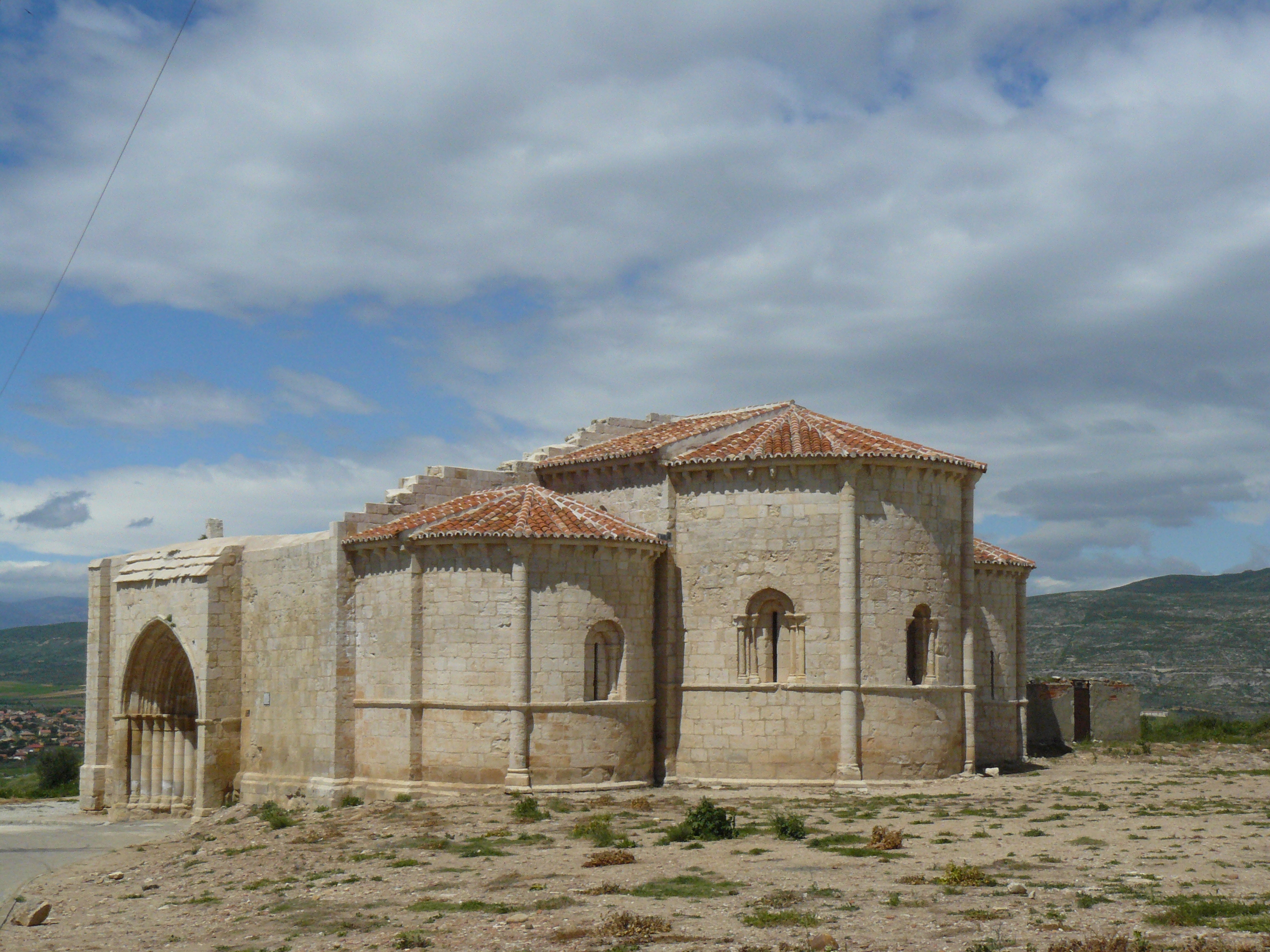
Romanische Marienkirche
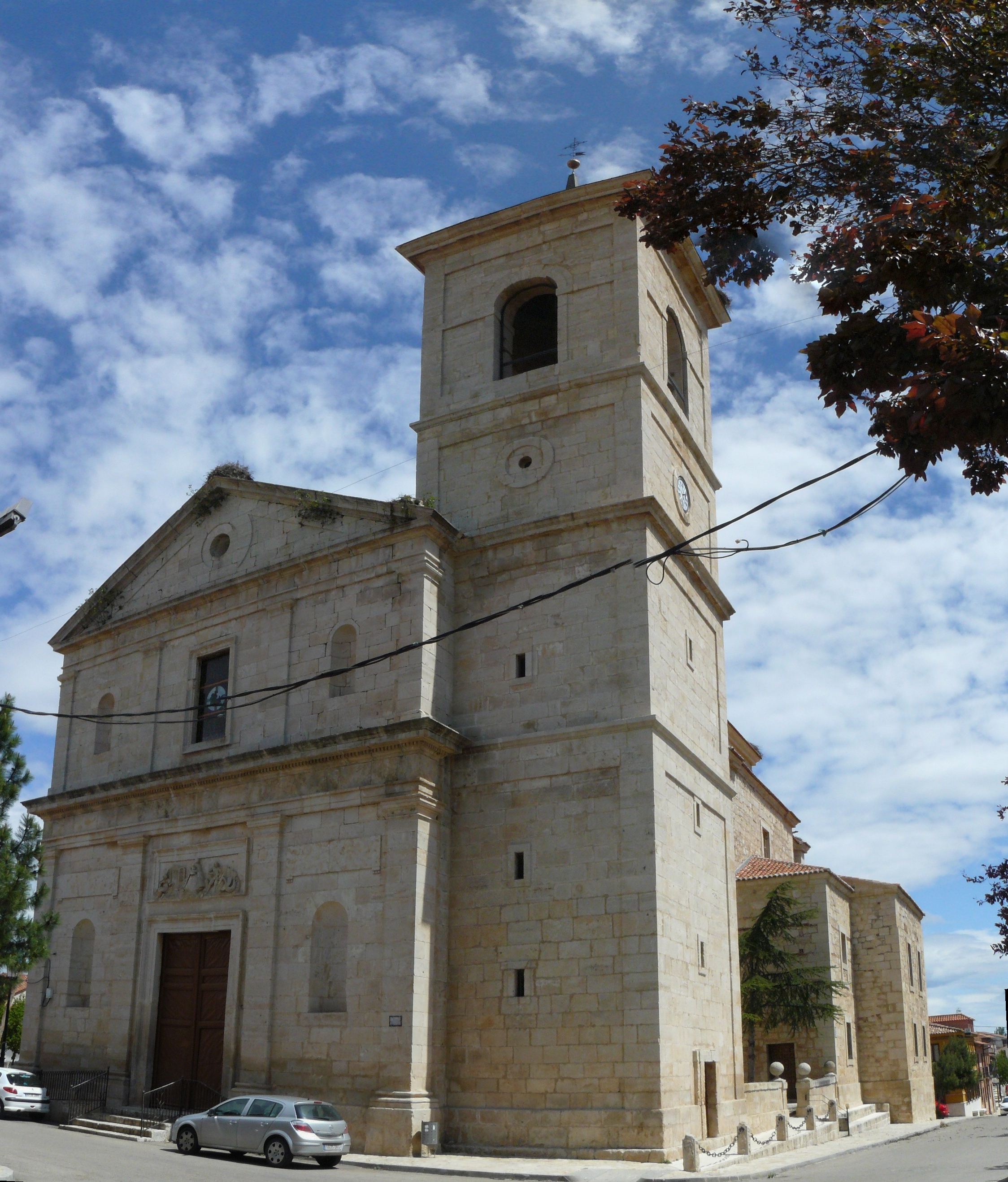
Barocke Marienkirche
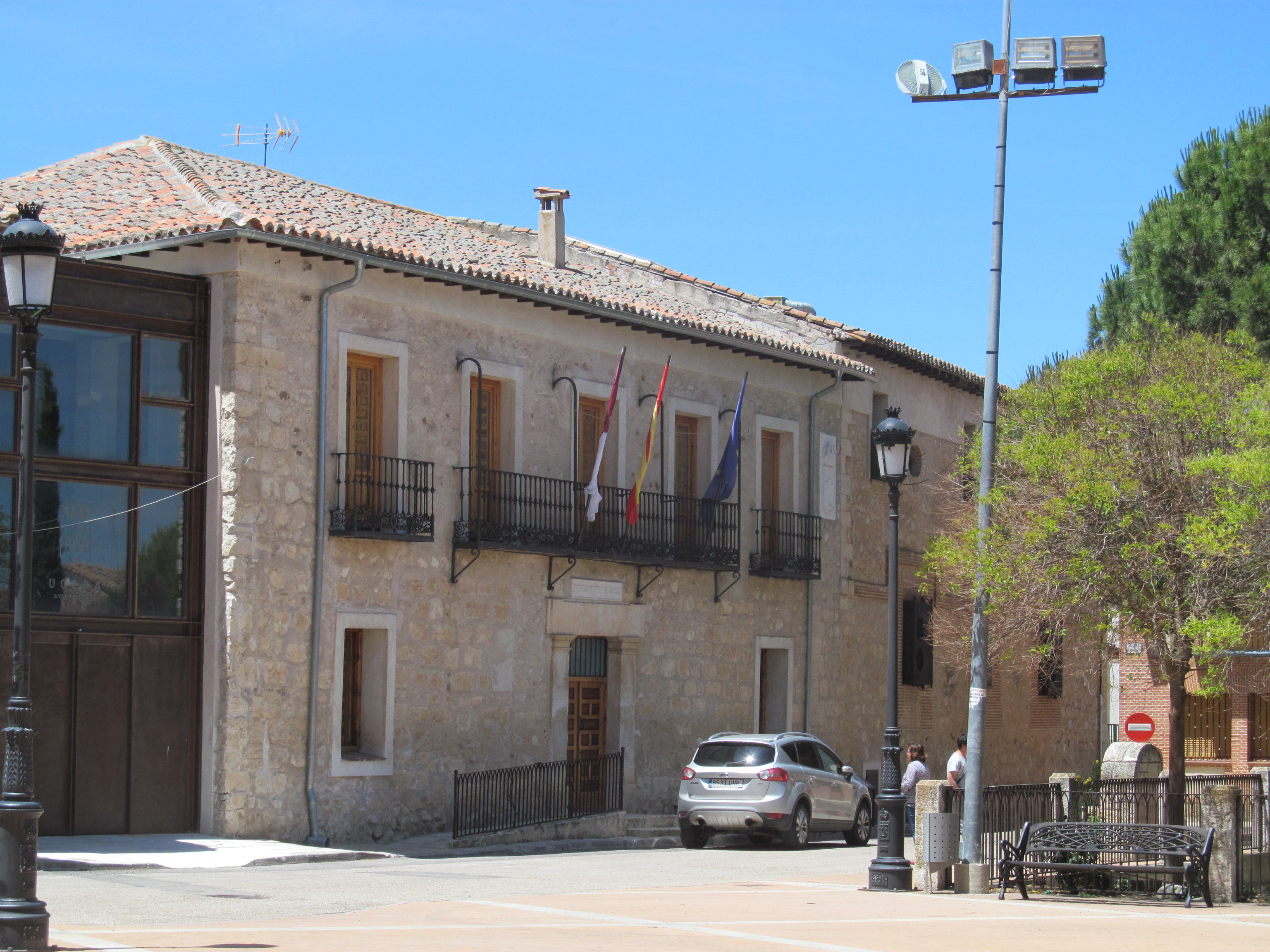
Rathaus